# Vova und Olga Galchenko
Vladimir (* 15. September 1987 in Pensa), bekannt als Vova, und Olga Galchenko (* 31. Juli 1990 in Pensa) sind ein russisches Jonglier-Geschwisterpaar.
Vladimir Vasilievich Galchenko, bekannt als Vova, und seine Schwester Olga Vasilievna Galchenko stammen ursprünglich aus Pensa in Russland, und begannen beide in frühester Kindheit mit dem Jonglieren. Im Alter von sieben Jahren ging Vova auf eine Zirkusschule. Fagones Zeitungsartikel in der New York Times besagt, dass Vova bereits im Alter von vier Jahren in die Zirkusschule eintrat. Olga ging einige Jahre später zur Zirkusschule.
Mit der Unterstützung ihrer Eltern begannen Vova and Olga zusammen aufzutreten. Im Jahr 2001 filmte sie ihr Vater, wenn sie Tricks vorführten und stellte die Videos auf einer Internetseite ein. Sie erhielten bald Einladungen, im Ausland aufzutreten.
Vova and Olga wurden bald in der Europäischen Jonglierszene weit bekannt für ihren hochgradigen technischen Fähigkeiten sowohl auf der Bühne als auch abseits davon, weil beide noch sehr jung waren. Bereits im Alter von 12 und 15 Jahren waren sie Teilnehmer an vielen großen Jonglierveranstaltungen und Festivals in Europa, einschließlich der British Juggling Convention 2002, Dresdner Jonglierfest 2002 und 2003, des European Youth Circus Festivals 2002 und der European Juggling Convention 2003. Sie traten auch auf Jonglierveranstaltungen in Israel und Japan auf.
Sie erzielten zahlreiche Weltrekorde im Keulen-Passen, darunter:
- 10 Keulen – 378 Würfe gefangen[2]
- 11 Keulen – 152 Würfe gefangen[2]
- 12 Keulen – 54 Würfe gefangen[2]

Aktuell studieren beide Computer Engineering bzw. Computer Science an unterschiedlichen Universitäten in Los Angeles.